# Вагітність у тварин

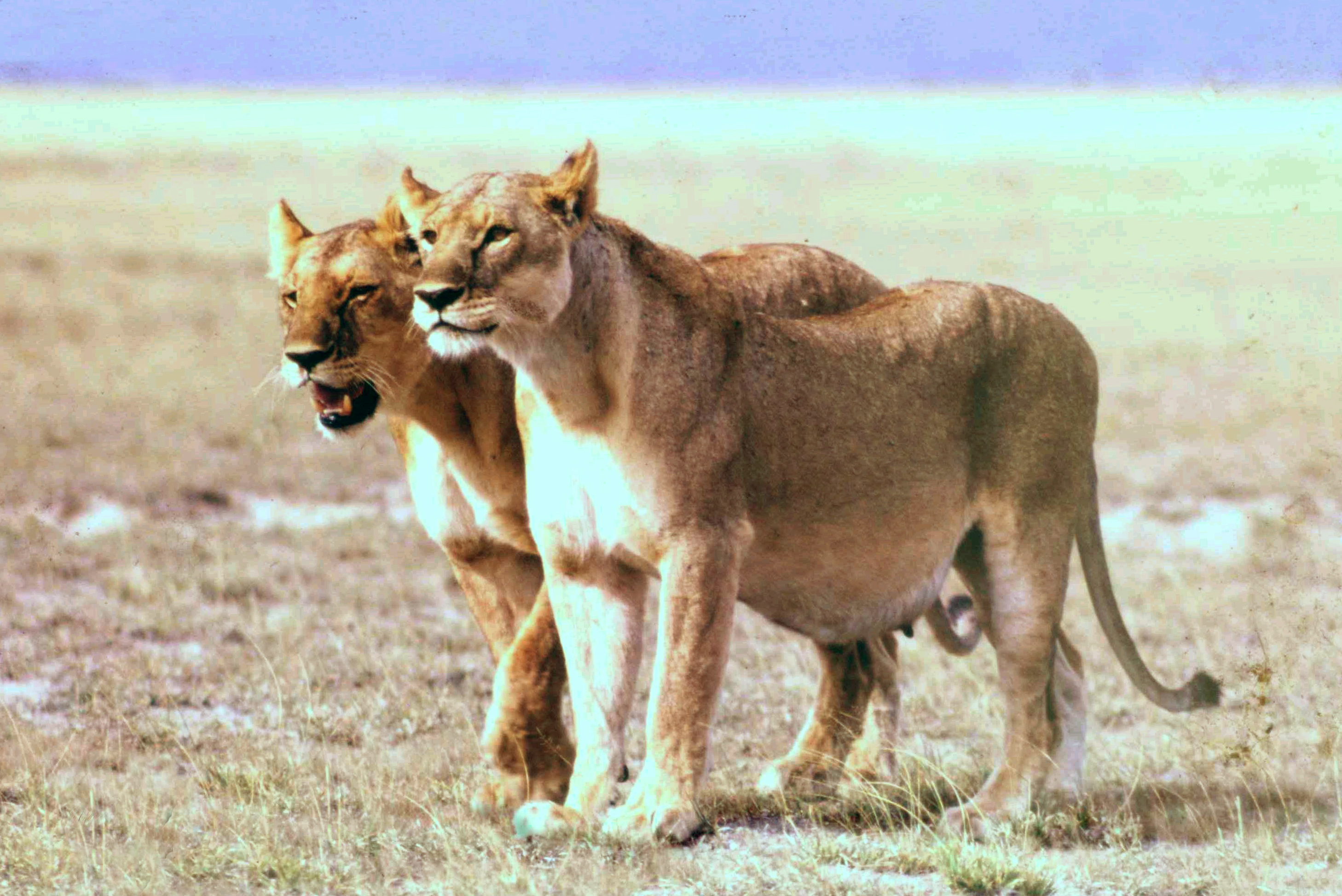
Вагітна левиця

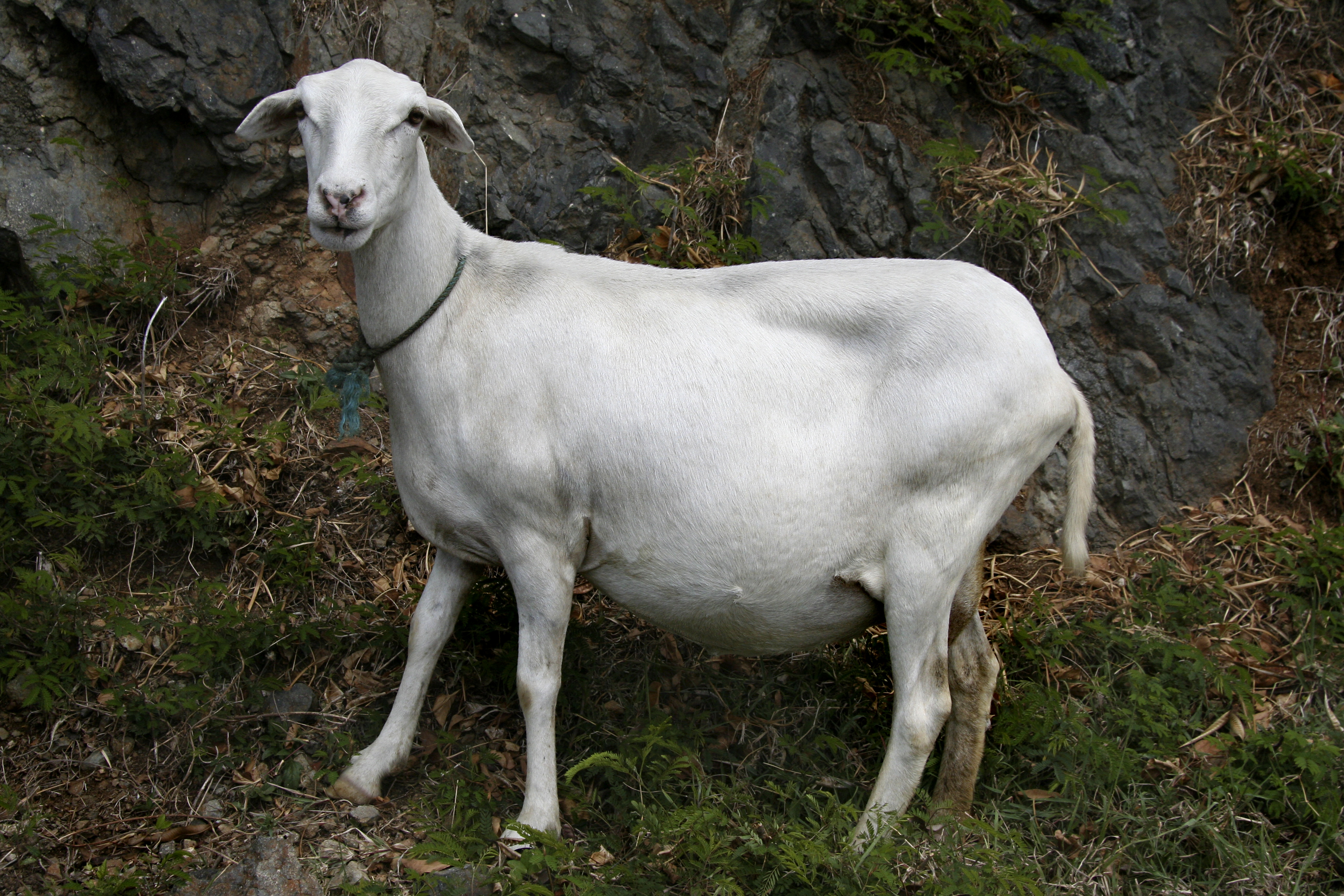
Вагітна коза

Вагітність, або Гестація — біологічний стан тварин, характерний для самок плацентарних і сумчастих ссавців. Вагітність у ссавців (крім яйцеживородних), живонароджених риб (акули, скати та ін.) і плазунів (гадюка, ящірка живородна та ін.) істотно відрізняється.
Вагітність у корів, телиць називається тільності.

## Фізіологія
Цей стан зумовлено зачаттям нових особин і являє собою процес виношування дитинча всередині організму самки. Період вагітності завершується пологами. Під час вагітності зародок розвивається і зростає за рахунок отримання поживних речовин від матері, а у самок, у свою чергу, відбувається перебудова організму і підготовка до майбутнього вигодовування народжених немовлят.
Вагітність як процес виношування потомства характерна як для наземних, так і для морських ссавців (дельфінів та інших китоподібних). У переважної більшості видів ссавців зародки отримують живлення від самки через плаценту матки протягом усього терміну вагітності (виняток становлять яйцекладні єхидни і качкодзьоби, а також сумчасті). 
Під час копуляції самець запліднює самку. Сперматозоїд запліднює яйцеклітину або різні яйцеклітини в матці або фаллопієвих трубах, у результаті чого утворюється одна або кілька зигот. Іноді зигота може бути створена поза тілом тварини в штучному процесі екстракорпорального запліднення. Після запліднення новоутворена зигота починає ділитися шляхом мітозу, утворюючи ембріон, який імплантується в ендометрій. На цьому терміні ембріон зазвичай складається з 50 клітин.

## Вагітність людини
Нормальний термін вагітності у людини становить близько 40 тижнів (9 місяців), під час кожного з яких відбуваються свої зміни. Факт наявності вагітності встановлюється за низкою ознак.